# Emília Vášáryová

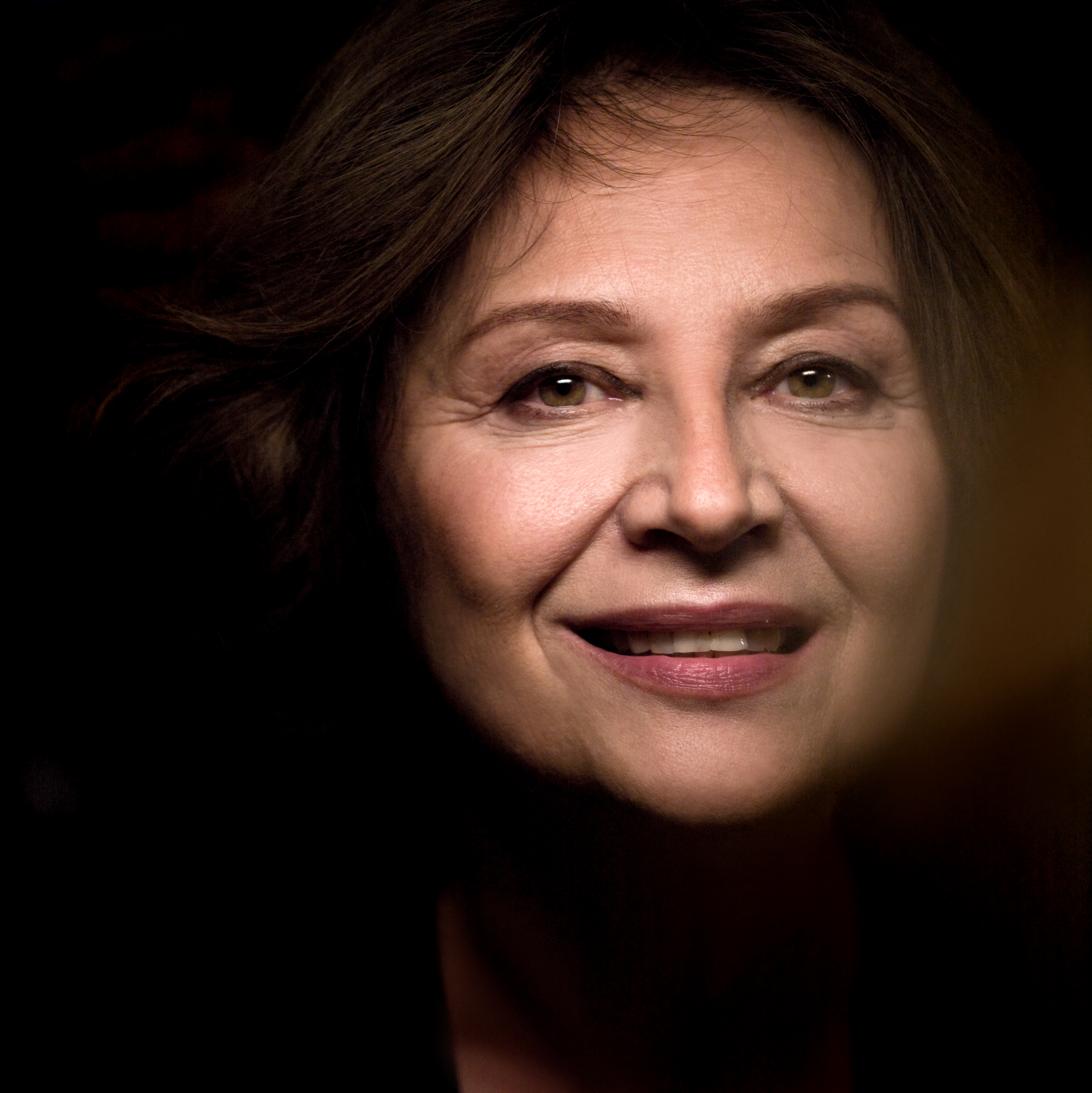
Emília Vášáryová

Emília Vášáryová (* 18. Mai 1942 in Horná Štubňa) ist eine slowakische Schauspielerin.

## Leben
Vášáryová absolvierte 1963 eine Ausbildung zur Schauspielerin an der Akademie der Künste (VŠMU) in Bratislava und spielte dann am Theater Nová scéna. Seit 1964 ist sie Mitglied des Slowakischen Nationaltheaters. Sie ist Lehrerin für Schauspiel an der VŠMU. Z. B. spielte sie in dem Märchenfilm Die Pfauenfeder.

## Filmografie (Auswahl)
- 1962: Mitternachtsmesse (Polnocná omsa)
- 1963: Wenn der Kater kommt (Až přijde kocour)
- 1964: Die Hofnarrenchronik (Bláznova kronika)
- 1966: Komödiantenwagen (Lidé z maringotek)
- 1975: Der Tag, der nicht stirbt (Deň, ktorý neumrie)
- 1976: Wer im Regen weggeht (Kto odchádza v dazdi)
- 1977: Die Advokatin (Advokátka)
- 1985: Jankos Spielzeug (Jankove hracky)
- 1987: Die Pfauenfeder (Pávie pierko)
- 1999: Kuschelnester (Pelíšky)
- 2006: Ich habe den englischen König bedient (Obsluhoval jsem anglického krále)
- 2007: Václav
- 2015: Eva Nová
- 2016: Masaryk

## Auszeichnungen (Auswahl)
- 1967 – Janko-Borodáč-Preis
- 1968 – Goldenes Krokodil
- 1982 – Andrej-Bagar-Preis für Iphigenie in Iphigenie auf Tauris
- 1996 – Alfréd-Radok-Preis für Jüngere Schwester in Ritter, Dene, Voss
- 1998 – Kristall-Flügel für Agnes in Empfindliches Gleichgewicht
- 1999 – Zlatá slučka für Synchronstimme von Shirley MacLaine im Film Tess und ihr Bodyguard
- 1999 – DOSKY und Jozef-Kroner-Preis für Alte Frau in Die Stühle von Ionesco
- 2000 – slowakische Journalisten haben sie in einer Umfrage Schauspielerin des Jahrhunderts gewählt
- 2002 – Staatspreis der Slowakei Ľudovít-Štúr-Orden erster Klasse
- 2002 – DOSKY für Maria Callas in Meisterklasse
- 2002 – Karel-Čapek-Preis
- 2003 – tschechische Verdienstmedaille
- 2004 – DOSKY für Stevie in Die Ziege oder Wer ist Sylvia?
- 2004 – Böhmischer Löwe in der Kategorie Beste Hauptdarstellerin für ihre Rolle im Film Horem pádem